# Всемирная федерация сердца
Всемирная федерация сердца (ВФС, World Heart Federation, WHF) — международная некоммерческая организация, основная задача которой — предупреждение и контроль сердечно-сосудистых заболеваний и инсультов, с фокусом на страны с низким и средним уровнем дохода. Федерация включает в себя 195 организаций кардиологического профиля из более чем 100 стран, представляющих всевозможные регионы: Африка, Европа, Северная и Южная Америки и Азиатско-Тихоокеанский регион. Этот союз объединяет достижения как научных кардиологических обществ, так и учреждений здравоохранения работающих с населением.
Всемирная федерация сердца — ведущий партнёр Всемирной организации здравоохранения в лечении и контроле сердечно-сосудистых заболеваний. Совместная работа всех членов ВФС направлена на информирование населения о причинах возникновения сердечных заболеваний и инсультов. В том числе федерацией обеспечивается поддержка правительственных программ в области здравоохранения и обмена научным опытом. Основными принципами деятельности Всемирной федерации сердца являются защита, обучение и воспитание.